# Samuel de Champlain
Samuel de Champlain (asi 1567 – 25. prosinec 1635) byl francouzský geograf, kartograf, diplomat a cestovatel, který prozkoumal přilehlé oblasti Severní Ameriky. Založil město Québec 3. července roku 1608 a byl jeho starostou až do konce svého života. Je nazýván Otcem Nové Francie, jejímž prvním guvernérem byl od roku 1627 do roku 1635.

## Počátky

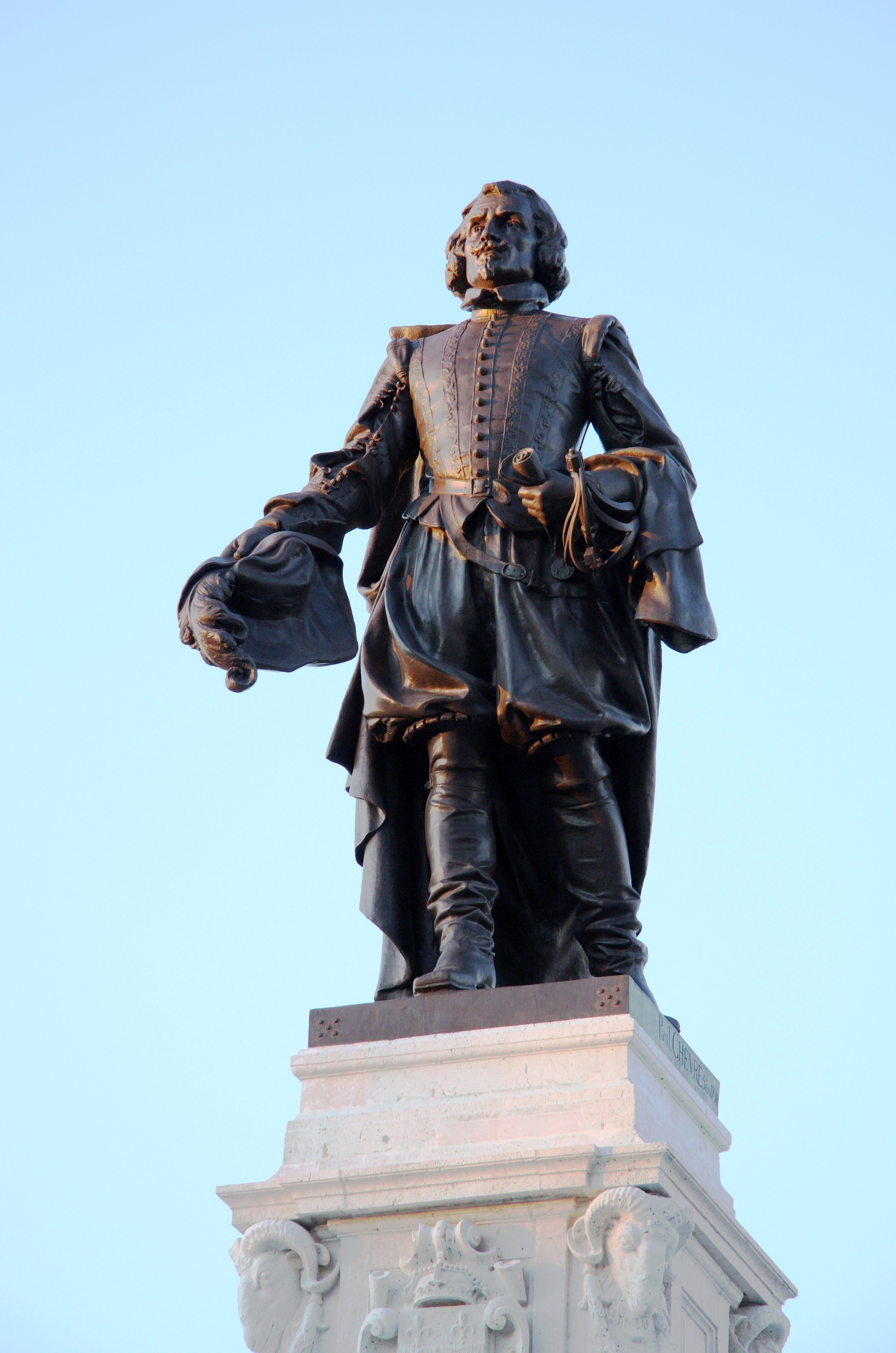
Paul-Romain Chevré (Paříž, 1896-1898) Socha Samuela de Champlaina na náměstí v Québec City (na náměstí od roku 1898). V roce 2008 prošla rekonstrukcí.

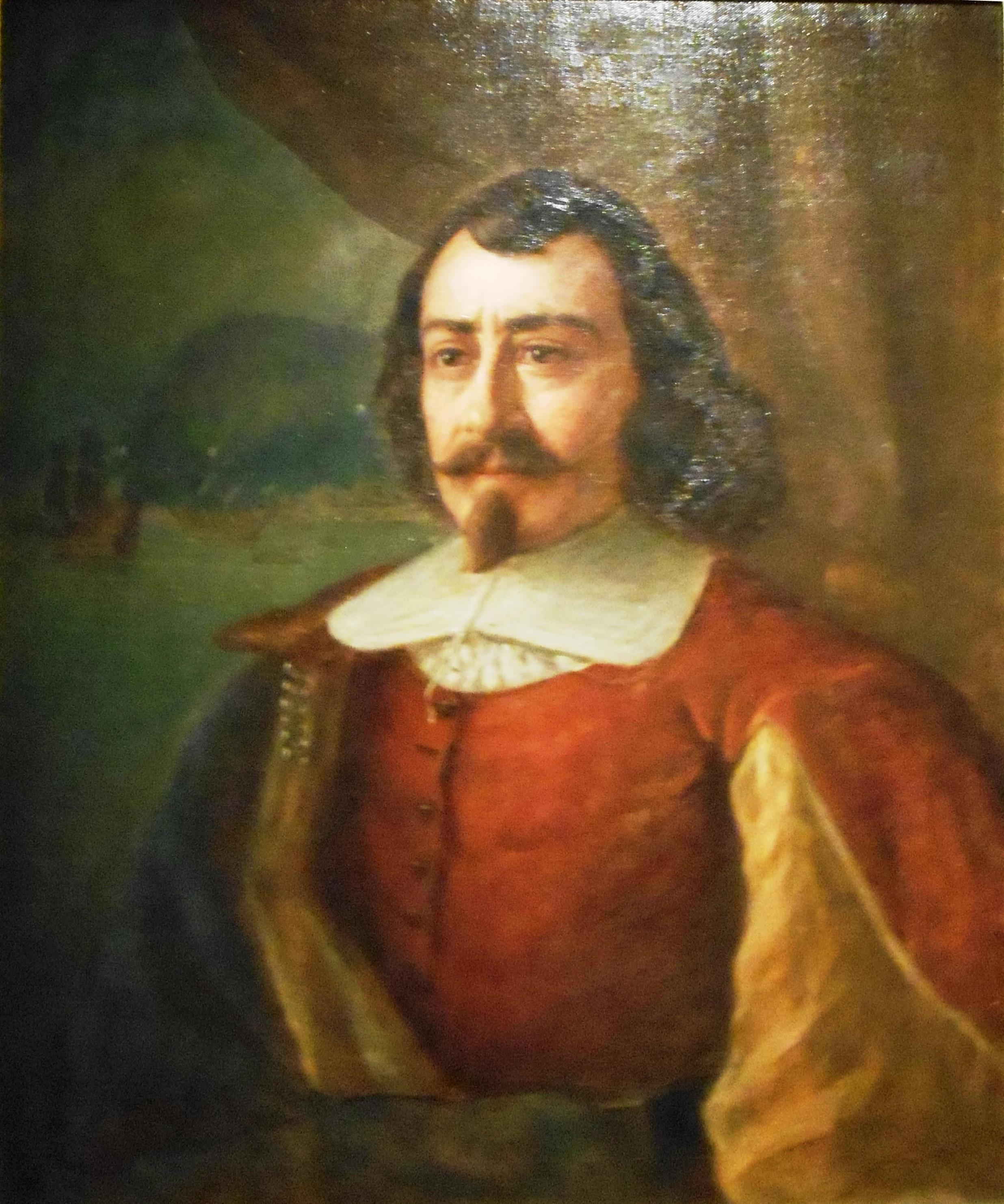
Samuel de Champlain (1567-1635)

Champlain se již od svého mládí plavil po moři a v roce 1598 se plavil do Ameriky pod španělskou vlajkou. Po návratu sepsal zprávu a předal ji francouzskému králi Jindřichu IV. Tato zpráva obsahovala 60 map a Jindřich žasl nad kartografickými schopnostmi tohoto mladého muže. Champlain obdržel titul královského kartografa s malou osobní rentou. Po dvou letech se vydal v čele nové výpravy do Ameriky, která vyplula roku 1603. Výprava směřovala stejnou cestou jakou plul Jacques Cartier před tolika lety a dostala se k vesnici Hochelaga. Vesnice však byla prázdná, její obyvatelé uprchli před útočnými Irokézy. Výprava zde potkala kočující Indiány, se kterými směnili kožešiny a vrátili se zpátky do Francie. Téhož roku prozkoumal Champlain oblast kolem řeky sv. Vavřince. Do těchto končin ho přilákal slíbený monopol na obchod s kožešinami a "Otec Kanady" nebo také nazývaný jako "Otec Nové Francie" (Père de Nouvelle France) se do této oblasti zase po roce vrátil. Poslal do této oblasti dvě lodě, kterým velel Sieur de Monts, a na kterých bylo 79 cestujících z Francie. De Monts měl od francouzského dvoru nařízení založit v Kanadě obchodní společnost a kolonii zvanou Akádie. Aby se vyhnuli kruté zimě v nížině sv. Vavřince, rozhodli se Francouzi přezimovat jižněji, na ostrůvku u vjezdu do zálivu Bay of Fundy. Ukázalo se to jako katastrofální rozhodnutí, jelikož na celém ostrově nebyla žádná pitná voda a na písčité půdě se nedaly pěstovat žádné plodiny. Muži umírali na nemoc kurděje, do té doby neznámou nemoc, a záhy pochopili, že musí být zapříčiněna jednotvárnou stravou - uzené maso, solené ryby, ovesné vločky a suchary - typickou stravou tehdejších kolonistů. Jelikož zima toho roku nastala velmi brzy, porazili kolonisté stromy, které by je chránili před větrem, aby měli čím topit. Okolní moře bylo plné ledovců, takže lodě nemohly odplout a byly na ostrově uvězněné až do jara.
Champlain se roku 1604 vydal do Nové Francie znovu a působil zde jako průvodce Pierra du Guast, sieura de Monts, který měl za úkol usídlit v Nové Francii sto kolonistů. Přestože bylo velice lákavé vrátit se znovu do Francie, Champlain a osadníci, kteří zimu přežili, naložili všechen zbylý majetek na lodě a přepluli na druhou stranu zálivu. Tam, na západním pobřeží ostrova Nova Scotia, založili osadu Port Royal, dnešní Annapolis. Malý přístav se stal centrem první stálé francouzské kolonie v Americe. Obchodníci s kožešinami a ostatním zbožím postupně zakládali obchodní stanice po celé Akadii, která se brzy prostírala na polovině dnešní provincie Nova Scotia a po části New Brunswicku. Obchodní stanice, které odesílaly do Francie tisíce bobřích, vydřích a losích kožešin, lákaly do Nového světa další a další kolonisty.

## Založení Québec City

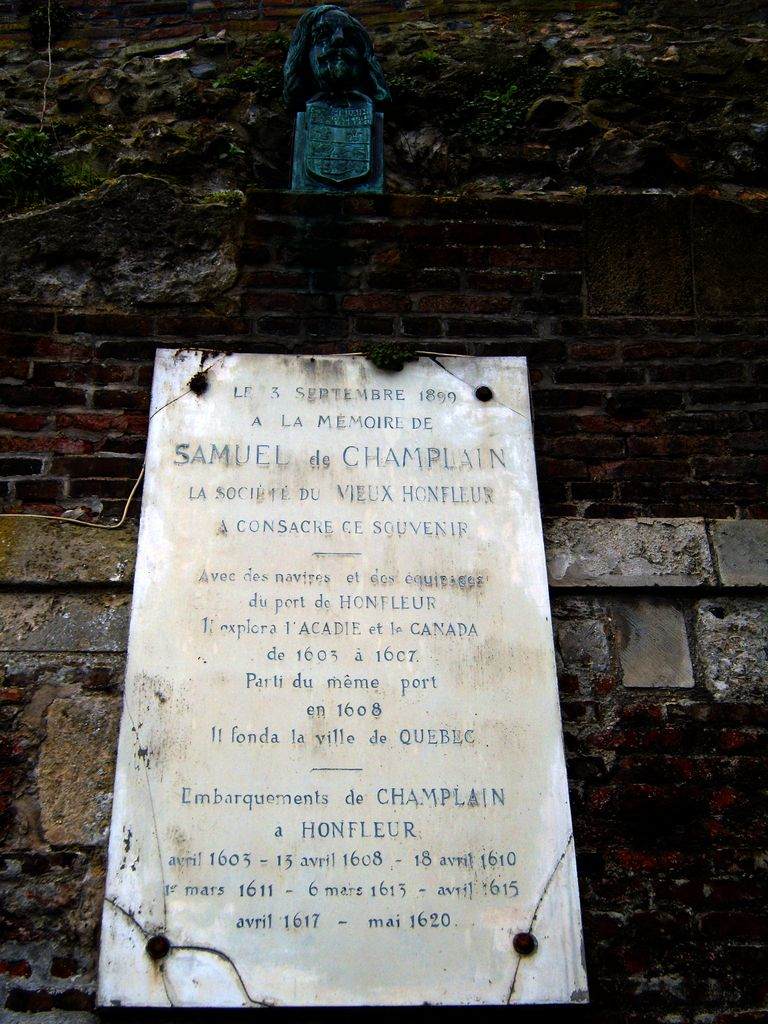
In Honfleur, na památku Champlainova odchodu

Po zimě se výprava plavila po východním pobřeží Severní Ameriky a celé toto pobřeží zmapovala. Roku 1607 se vrátila do Francie. Za rok vyrazil Champlain do Nové Francie znovu a tentokrát měl nad výpravou plné velení (zodpovídal se Sieuru de Monts ve Francii). 3. července 1608 byla otevřena obchodní stanice, která se nacházela poblíž huronské vesnice Stadacon, tato stanice dostala jméno Quebec. Již od počátku se Champlain snažil navázat dobré vztahy s Indiány. Brzy se mu podařilo spřátelit s kmeny Huronů a Algonkinů, které žily v této oblasti. Indiáni se často opakovaně vydávali do Quebecu a obchodovali s Francouzi. Ještě na konci roku 1608 vypravil Champlain své lodě do Francie (byly plné kožešin) a sám zde zůstal ještě s dalšími 28 muži. Na jaře roku 1609 přišli ke Quebecu válečníci Huronů a požádali Champlaina o pomoc proti Irokézům. Champlain svolil a v létě téhož roku se vydal se dvěma svými muži a s Indiány na cestu. Výprava se dostala do míst, kde dnes leží Champlainovo jezero a potkala se zde s Irokézi. Bylo domluveno, že boj bude zahájen dalšího dne. Hned za rozbřesku byly obě armády připraveny k boji. Champlain, který byl v čele Indiánů, vypálil ze své muškety. Po tomto výstřelu zůstali na místě dva mrtví indiánští náčelníci. Irokézové se zalekli, ale po chvíli chtěli zaútočit. V tom vystřelili ze svých mušket i dva zbývající Francouzi a Irokézové se dali na útěk. I když tato událost upevnila přátelství mezi Hurony a Francouzi, z pozdějšího pohledu se ukázalo, že šlo o velikou strategickou chybu. Irokézové byli v této oblasti dominující silou, která dokázala postavit do boje 10 000 mužů.
Už nikdy nezapomněli Irokézové na tuto událost a neustále napadali francouzské osady. V 18. století se spolčili s Brity a hráli důležitou roli v pádu Nové Francie. Champlain se v roce 1610 vrátil do Francie, ale ještě předtím přemluvil Algonkiny, aby do svého tábora přijali jednoho Francouze. Když se na jaře roku 1611 vrátil, vyprávěl mu tento Francouz o jezerech, která jsou více na západě. Champlain chtěl co nejrychleji uspořádat výpravu, která by měla za cíl prozkoumat tyto jezera. Avšak Siuer de Monts přišel o monopol a z Francie se hrnuli obchodníci, kteří chtěli co nejrychleji zbohatnout a vrátit se zpátky do Francie. Brzy došlo mezi Indiány a Francouzi k mnoha nepokojům a Champlain se velice snažil, aby nevypukla válka. Nakonec se Champlain vrátil do Francie a šel žádat krále o udělení monopolu. V roce 1613 se vrátil do Nové Francie jako její guvernér, ale všichni Huroni již kraj kolem řeky sv. Vavřince opustili. Champlainovo úsilí přišlo vniveč.

## Hledání severozápadní cesty a osídlováníNouvelle France

Mapa Nové Francie (Champlain, 1612). Přesnější mapu udělal Champlain v roce 1632.

Když se Champlain vrátil do Nové Francie, ihned se sešel s mužem jménem Nicholas Vigneau. Ten tvrdil, že nalezl průjezd do Číny. Champlain se ihned vydal na průzkumné cesty, které uskutečnil v roce 1613 a 1615. Cílem nadále zůstávalo nalezení cesty vnitrozemím až k pobřeží Čínského moře. Po dramatické plavbě na řece Ottawě se od tamních Indiánů dozvěděl, že Vigneau lhal. Po této výpravě se Champlain snažil se svými indiánskými spojenci porazit Irokéze, avšak tato snaha nebyla úspěšná. Kolem roku 1620 vyslal Champlain Francouze Étienna Brûlé, aby prozkoumal oblast na západ od Huronského jezera. Brulému se tato expedice podařila a zmapoval tamní oblast (jednalo se o území dnešních provincií Ontario a Québec).

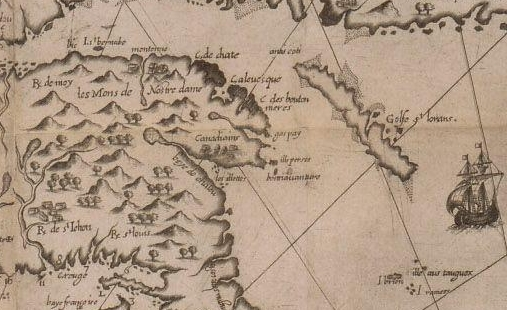
Baie des Chaleurs a záliv sv. Vavřince — část Champlainovy mapy z roku 1612.

Samotný Champlain se věnoval správě Quebeku. I když obchod s kožešinami vzkvétal, v Quebeku nežil stále takřka nikdo. Obchodníci se zde zdrželi jen krátkou dobu a vrátili se do Francie. V celé Nové Francii žilo stále pouze osmdesát osob, včetně katolických misionářů. Champlain dělal vše proto, aby mohl splnit kolonizační požadavky francouzské koruny. Už od roku 1615 posílal do oblasti Akadie a Québecu jezuity a františkány, aby mezi Indiány konečně začal šířit křesťanskou víru. Ve zprávách které posílal do vlasti bájil o úrodné zemi, o celkovém blahobytu - rolníkům sliboval mnohem lepší podmínky než v rodné Francii. Dělal vše pro to, aby do Nové Francie konečně přilákal co nejvíce lidí. Ve Francii existovala určitá skupina obyvatel, která možnost odstěhování z Francie nadšeně uvítala. Jednalo se ale o hugenoty a těm, jakožto protestantům, byly brány Nouvelle France (Nové Francie) nadobro uzavřeny.
Počet obyvatel přes všechny jeho snahy pořád stagnoval a Francie si nemohla činit nárok na prozkoumané oblasti a osídlená území Kanady. Kardinál Richelieu, francouzský ministr, roku 1627 zakládá obchodní společnost Nová Francie (nazývaná také "Společnost stovky partnerů"), která měla dobytí a osídlení Kanady uspíšit. Jako návnadu nabízela francouzská koruna zájemcům obrovské pozemky za podmínky, že je majitelé vymýtí, založí na nich plantáže a zajistí jejich obdělávání. Těmto pozemkům se říkalo seigneurie a jejich majitel se nazýval seigneur. V dnešní provincii New Brunswick existovalo 24 takových lén. Francouzům se však do Akadie příliš nechtělo, dokud jim majitelé statků nedovolili, aby kromě obdělávání půdy mohli také obchodovat za účelem velmi vysokého zisku s kožešinami a provozovat výnosný rybolov. Přitom tito noví rolníci, habitants, zůstávali poddanými seigneurů, kteří v nové zemi vládli jako feudální knížata.

## Anglo-francouzská válka

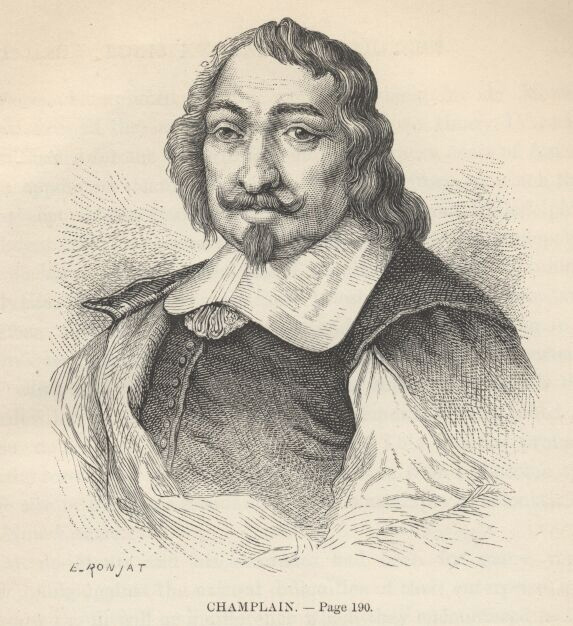
Champlainův portret od E. Ronjata (19. století).

V roce 1627 vypukla válka mezi Anglií a Francií. Francouzi vyslali do Quebeku flotilu s kolonisty a zásobami. Během plavby napadl francouzskou flotilu David Kirke, pirát v anglických službách. Quebec se musel vzdát, ale v roce 1632 byl navrácen Francii. Champlain se snažil z Quebecu vybudovat město, které by se stalo šiřitelem francouzské civilizace. Roku 1634 se s Champlainovým požehnáním vydává na průzkumnou plavbu Jean Nicolet, který byl přesvědčen (stejně jako mnozí lidé před ním), že nalezl průjezd do Číny, Samozřejmě ho nenalezl, ale prozkoumal velkou část území kolem amerických jezer a Francie si mohla toto území nárokovat. Během této výpravy zemřel otec Nové Francie - Samuel de Champlain.
Champlain se jako žádný jiný zasadil o rozvoj Nové Francie a díky němu se francouzská civilizace zachovala v údolí sv. Vavřince dodnes. Po roce 1635 se Nová Francie přestává vyvíjet a rozrůstat. Hlavním problémem Francouzů stále byla nízká zalidněnost území Nové Francie. Kolem roku 1660 žilo v Nové Francii pouhé tři tisíce lidí. Bylo to proto, že Francouzi nepohlíželi na Novou Francii jako na zemi, kde se dá začít nový život (tak jako Britové), ale jako na zemi, kde se dá rychle zbohatnout. Po tomto zbohatnutí se většina Francouzů vrátila domů. Ti kteří zůstali, museli snášet tuhé zimy, tvrdou dřinu, nemoci, nepřátelské Indiány a dokonce zemětřesení. Nová Francie byla stále závislá na dodávkách z Evropy, které byly nejisté. Roku 1663 hrozilo, že se Nová Francie rozpadne.

Champlainův poslední podpis v jeho závěti z roku 1635.

V tom zasáhl král Ludvík XIV., který dal kolonii status královské provincie, poslal tam pluk dobře vycvičených vojáků a jmenoval zvláštního důstojníka, intendanta, který měl dohlížet na vnitřní záležitosti provincie. Těmito kroky se Nová Francie stabilizovala. Prvním intendantem byl Jean Baptiste Talon. Talon nařídil výstavbu pevnůstek, které by chránily francouzské území před Irokézi. Také podporoval řemesla jako stavbu lodí a tkalcovství. Zahájil zajímavou akci, která měla přilákat do Nové Francie nové obyvatele. Slíbil manželským párům, které se odstěhují do Nové Francie a budou mít více než dvanáct dětí, čtyřicet hektarů půdy.